# Ramon Suriñach i Senties

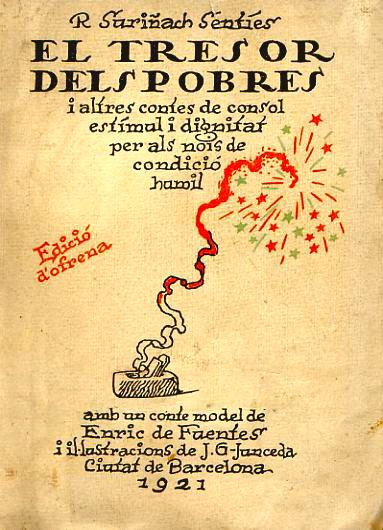
El Tresor dels pobres

Ramon Suriñach i Senties (Barcelona, 23 d'octubre de 1881 - Barcelona, 23 de febrer de 1964) va ser un novel·lista, poeta i dramaturg català d'una extensa i diversa producció literària.

## Biografia
Va néixer al carrer Escudellers de Barcelona, fill de l'escriptor Ramon Suriñach i Baell (1858-1920), natural de Barcelona, i d'Elvira Senties i Esteva, natural de Valladolid.
Formà part del setmanari teatral Lo Teatro Regional. El 1921 va publicar El Tresor dels pobres, del que se'n feu una edició de 30.000 exemplars destinats a ser regalats a tots els nois i noies de condició humil de Catalunya. El llibre, il·lustrat per Junceda, va ser repartit per la Mancomunitat.
Es va casar en 1902 a Sitges amb Rosa Oller i Roca, natural de l'Havana, germana de l'esposa del doctor Joan Ramon Benaprès (1872-1967), del mateix municipi.

## Obra literària
- Coses meves (1901)
- Croquis cubans (1903)
- De la vida (1903)
- Gent (1905)
- Cel que s'obre, comèdia (1906)
- L'amic (1907)
- Núvols en creu, drama en un acte (1907)
- L'únic consol, drama (1910). Estrenat al Teatre Romea de Barcelona, el 12 d'abril de 1910.
- Proses d'amor i de pietat (1912)
- Llibre del convalescent (1917)
- El tresor dels pobres i altres contes de consol, estímul i dignitat per als nois de condició humil (1921)
- Poema de clínica (1922)
- La vida inútil de l'Ernesta (1923)
- La noia d'aquell home (1924)